# 石煌
石煌（1921年—2014年1月4日），河北安国人，中国人民解放军上校。
1938年参加八路军，参加百团大战。历任北京军区军政干部学校副校长、石家庄高级步兵学校副校长兼训练部部长、石家庄高级陆军学校副校长兼训练部部长等职。1955年，授予上校军衔。1970年，担任国家科委军管会主任。曾荣获二级独立自由勋章、三级解放勋章和独立功勋荣誉章。2014年去世。